# Ekko (tidsskrift)
 For alternative betydninger, se Ekko (flertydig). (Se også artikler, som begynder med Ekko)
Ekko var en efterfølger til Kritisk Revy. Man forsøgte en kort overgang med et andet blad som talerør for kulturradikalismen. Gutenberghus stod for forsøget, men bladet eksisterede kun i kort tid. Det første nummer udkom i oktober 1929, fra nr. 4 sammenlagdes bladet med Vore Damer, hvorefter mere damestof kom i bladet. Dette samarbejde varede kun til nr. 9, hvorefter bladet igen alene bar titlen Ekko. Efter nr. 13, som udkom 24. december 1929, gik bladet ind.
Blandt bladets skribenter var Hans Kirk, Poul Henningsen, Otto Gelsted, Mogens Lorentzen, Jens August Schade, Herluf Jensenius,  Anton Hansen, Hartvig Frisch, Johannes V. Jensen og Vilhelm Andersen.